# Agnes Sapper
Agnes Sapper (* 12. April 1852 in München; † 19. März 1929 in Würzburg; gebürtig Agnes Brater) war neben Johanna Spyri und Ottilie Wildermuth eine der erfolgreichsten und meistgelesenen deutschsprachigen Jugendbuchautorinnen des frühen 20. Jahrhunderts. Allein von ihrem bekanntesten Roman Die Familie Pfäffling, veröffentlicht 1907, wurden (bis zur Neuauflage 2002) rund 900.000 Exemplare verkauft. Er kam auf zahlreiche Übersetzungen, darunter ins Japanische. Sappers Gesamtauflage wurde um 1980 auf zwei Millionen geschätzt.

## Leben und Werk
Sie war die zweite Tochter des Münchener Juristen, Politikers und Gründers der Süddeutschen Zeitung Karl Brater sowie dessen Frau Pauline Brater geb. Pfaff. Sie und ihre ältere Schwester Anna sollten auf eigenen Beinen stehen können, weshalb die Eltern sie das Lehrexamen in Französisch ablegen ließen. 1875 heiratete sie den Stadtschultheißen von Blaubeuren und späteren Gerichtsnotar Eduard Sapper. Das Paar bekam drei Söhne, von denen zwei im Kleinkindalter starben. 1882 zog die Familie nach Neckartailfingen, wo ihre beiden Töchter Anna und Agnes geboren wurden, 1888 nach Esslingen, drei Jahre später nach Calw.
Von ihrem Mann ermuntert, begann Sapper ihre Karriere als Schriftstellerin mit der Erzählung In Wasserfluten anlässlich eines Preisausschreibens der Zeitschrift Immergrün im Jahr 1882. Weitere Erzählungen wie Das erste Schuljahr (1894) und Gretchen Reinwalds letztes Schuljahr (1901) griffen ihre Erfahrungen als Lehrerin in einer Sonntagsschule auf. Sie ließ sich 1898, nach dem Tod ihres Mannes, in Würzburg nieder und begann dort mit ihrer eigentlichen literarischen Tätigkeit. Ihr mit Abstand größter Erfolg gelang Sapper 1907 mit dem Roman Die Familie Pfäffling und dessen Fortsetzung Werden und Wachsen von 1910. Mutter Cäcilie Pfäffling ist Sappers eigener Mutter Pauline nachgebildet, der sie das Buch auch widmete. Der Roman beweise realistische Alltagsnähe, wenn er auch „ein harmonisches, versöhnliches Bild von Ehe und Familie“ entwerfe, schreibt Peter König. Sappers Gesamtwerk zeichne sich durch „Sensibilität für die kindliche Psyche“ wie auch „für soziale Fragen (Dienstmädchenproblem, Frauengefängnis)“ aus und besitze „einen starken pädagogischen Impuls“. Die Tochter aus gutbürgerlichem Hause erzählt schlicht und spannend. Ihre sprachliche Begabung war begrenzt. So vermied sie wohlweislich Versuche „poetischer Überhöhung“, obwohl sie Goethe schätzte.

## Rezeption, Gedenken
Während Meyers Lexikon 1927 von Sappers „gesunder sittlicher Weltanschauung“ sprach, ließ der Kinderbuchautor James Krüss 1992 kaum ein gutes Haar an der Bestsellerautorin. Sie sei puritanisch, ordnungsliebend, staatstragend, im Krieg auch chauvinistisch. Dorothea Keuler schwächte ab: „Kinderbuchexperten von heute würdigen ihre Sensibilität für soziale Probleme, ihr einfühlendes Verständnis für das, was in einer Kinderpsyche vorgeht. Eine Anwältin des Kindes ist sie bei aller Liebe dennoch nicht. Ihre Erzählungen stärken die Autorität der Eltern. Auf kindliche Bedürfnisse und Erfahrungen eingehend, bringt sie ihren Lesern den Elternstandpunkt nahe. Die Parteinahme fürs Kind ist nachfolgenden Autorengenerationen vorbehalten. Doch anders als die wilhelminische Rohrstockpädagogik will Agnes Sapper Gehorsam aus Einsicht und aus Liebe erreichen. All die kleinen und größeren Alltagskrisen werden mit einem Maximum an gutem Willen von Seiten aller Beteiligten gelöst.“
In Würzburg ist ein Wohnheim für psychisch Kranke nach Agnes Sapper benannt. Es ging aus einem Altenheim hervor, das Agnes Sapper der Stadt aus dem Honorar für Die Familie Pfäffling gestiftet hatte. In Erlangen und Würzburg gibt es Agnes-Sapper-Straßen.
Agnes Sappers Grab befindet sich auf dem Würzburger Hauptfriedhof. Im Jahr 2006 konnten die Zerstörung des Grabsteins und die Einebnung des Grabes im letzten Moment abgewendet werden. Das Diakonische Werk Würzburg übernahm damals den Unterhalt des Grabes für weitere 15 Jahre.

## Werke
- In Wasserfluten. Erzählung. Verlag der Buchhandlung der Evangelischen Gesellschaft, Stuttgart 1893.
- Das erste Schuljahr. Eine Erzählung für Kinder von 7–12 Jahren. Gundert, Stuttgart 1894. Neuausgabe Omnium, Berlin 2015, ISBN 978-3-95822-072-0.
- Die Mutter unter ihren Kindern. Ein Büchlein für Mütter. Gundert, Stuttgart 1895.
- Gretchen Reinwald’s letztes Schuljahr. Eine Erzählung für Mädchen von 13–16 Jahren. Gundert, Stuttgart 1901.
- Das kleine Dummerle und andere Erzählungen. Zum Vorlesen im Familienkreise. Gundert, Stuttgart 1904.
- Die Familie Pfäffling. Eine deutsche Wintergeschichte. Roman. Stuttgart 1907. Jüngste Auflage Würzburg 2002 (Online Projekt Gutenberg-DE; Hörbuch – Internet Archive, LibriVox). Weitere Ausgabe Books on Demand, Norderstedt 2018, ISBN 978-3-7528-3152-8.
- Frau Pauline Brater. Lebensbild einer deutschen Frau. Beck, München 1908.
- Werden und Wachsen. Erlebnisse der großen Pfäfflingskinder. Gundert, Stuttgart 1910.
- Erziehen oder Werdenlassen? Gundert, Stuttgart 1912.
- Lieschens Streiche und andere Erzählungen. Illustrationen von Gertrud Caspari. Gundert, Stuttgart 1907.
- Mutter und Tochter. Erzählung. Keutel, Stuttgart 1913.
- Urschele hoch! Ein Lustspiel für das Haustheater in 3 Auftritten. Keutel, Stuttgart 1913.
- Kriegsbüchlein für unsere Kinder. Gundert, Stuttgart 1914 (online – Internet Archive).
- Im Thüringer Wald. Gundert, Stuttgart 1914.
- Kriegsgeschichten: Erzählung aus dem Kriege. Gundert, Stuttgart 1915.
- Ohne den Vater: Erzählung aus dem Kriege. Gundert, Stuttgart 1915 (online – Internet Archive).
- Das Enkelhaus. Ein Kinderbuch. Gundert, Stuttgart 1917.
- Ein Gruß an die Freunde meiner Bücher. Gundert, Stuttgart 1922.
- In Not bewährt. Fünf Erzählungen. Gundert, Stuttgart 1922.
- Lili. Erzählung aus dem Leben eines mutterlosen Kindes. Stuttgart 1924.
- Im Familienkreis: Kleine Lustspiele für die Jugend. Stuttgart 1926.
- Die Heimkehr und andere Erzählungen aus Krieg und Frieden. Gundert, Stuttgart 1938.
- Im Thüringer Wald und andere Geschichten von früher. Brockhaus, Wuppertal 1965.

## Hörbücher
- Die Familie Pfäffling bei LibriVox
- Hoch droben bei LibriVox (MP3; 3,4 MB)
- Am kürzesten Tag bei LibriVox (MP3; 8,2 MB)